# 바다뱀자리 베타
바다뱀자리 베타는 바다뱀자리의 최남단에 위치하고 있는 항성이다.
베타는 지구에서 약 365광년 떨어져 있다. 바다뱀자리 베타는 쌍성으로, 구성원 바다뱀자리 A와 B는 천구에서 최대 1.7초각까지 서로 떨어지는데, 여기서 계산한 두 별 사이의 최대 이격 거리는 190천문단위AU 수준이며 공전 주기는 약 1천 년에 달할 것으로 예상된다. 그러나 이 예상값은 확실한 것은 아니다. 주성 A는 겉보기 등급 4.67에 분광형은 B9의 뜨거운 청백색 별이며 반성 B는 상대적으로 어두운 겉보기 등급 5.47이며 분광형은 정확히 알려져 있지 않다. 베타 항성계의 나이는 고작 2억 2천만 년에 불과하다. 특기할 점은 바다뱀자리 베타의 분광형에는 peculiar가 붙어 있는데 이는 항성의 대기에 규소, 크로뮴, 스트론튬이 풍부하다는 뜻이다.
베타는 사냥개자리 알파2형 변광성의 특성을 띠고 있으며 밝기는 0.04등급의 진폭으로 요동치며 최대 + 4.27 등급까지 밝아진다.